# Logi Már Einarsson
Logi Már Einarsson, né le 21 août 1964 à Akureyri, est un architecte et homme politique islandais. Il est président de l'Alliance social-démocrate du 31 octobre 2016 au 28 octobre 2022.